# Paul Brinegar
Paul Brinegar, właśc. Paul Alden Brinegar Jr. (ur. 19 grudnia 1917 w Tucumcari, zm. 27 marca 1995 w Los Angeles) – amerykański aktor charakterystyczny.
Odtwórca roli George’a Washingtona Wishbone’a w serialu CBS Rawhide (1959–1965).

## Życiorys
Urodził się w Tucumcari w stanie Nowy Meksyk jako syn Florence „Louise” (z domu McElroy) i Paula Aldena Brinegara, Sr., który był farmerem. Miał dwóch młodszych braci – Roberta Winstona (1919–2002) i Warrena Boyda (1922–1981). W dzieciństwie jego rodzina przeprowadzała się kilka razy, najpierw do Alamogordo, potem do Las Cruces, a na końcu do Santa Fe, gdzie zainteresował się aktorstwem, występując w przedstawieniach scenicznych w swoim lokalnym liceum. W 1935 rozpoczął studia na wydziale teatru, literatury i sztuki w Community college w Pasadenie w Kalifornii. Wkrótce debiutował na ekranie w roli hazardzisty w westernie Miasteczko Abilene (Abilene Town, 1946) z Randolphem Scottem.
28 grudnia 1962 zawarł związek małżeński z Shirley Talbott. Mieli dwóch synów – Paula Aldena i Marka Douglasa.
Zmarł 27 marca 1995 w Los Angeles na rozedmę płuc w wieku 77 lat.

## Filmografia

### Filmy
- 1950: Młody człowiek z trąbką jako kierownik sceny (niewymieniony w czołówce)
- 1954: Narodziny gwiazdy jako mężczyzna na pogrzebie (niewymieniony w czołówce)
- 1954: Srebrny kielich jako widz na widowni (niewymieniony w czołówce)
- 1956: Okup jako urzędnik bankowy (niewymieniony w czołówce)
- 1957: W duchu St. Louis jako Okie (niewymieniony w czołówce)
- 1958: How to Make a Monster jako Rivero
- 1969: Charro! jako Opie Keetch
- 1973: Mściciel jako Lutie Naylor
- 1991: Smród życia jako Stary Bellboy
- 1994: Maverick jako kierowca sceniczny

### Seriale
- 1955: Alfred Hitchcock przedstawia jako Mason
- 1956: Alfred Hitchcock przedstawia jako policjant
- 1957: Alfred Hitchcock przedstawia jako Stern
- 1959–1965: Rawhide jako George Washington Wishbone
- 1961: Peter Gunn jako Chigger
- 1967: Bonanza jako Lev Buckalew
- 1975: The Six Million Dollar Man jako Rafe Morris
- 1976: Domek na prerii jako Glover
- 1979: Diukowie Hazzardu jako Dewey Stovall
- 1985: Nieustraszony jako Chuck
- 1993: Przygody Brisco County Juniora jako Francis Killbridge